# Kaiserpokal 1956
Der Kaiserpokal 1956 war die 36. Austragung des Kaiserpokals, des höchsten japanischen Fußballpokalwettbewerbs. Sieger des Wettbewerbs waren die Keiō BRB.

## Ergebnisse

### Achtelfinale
|                       | Ergebnis |                           |
| --------------------- | -------- | ------------------------- |
| Kwangaku Club         | 8:0      | Tomioka Club              |
| Hamamatsu Club        | 0:4      | Keiō BRB                  |
| All Muroran           | 0:7      | Toyo Industries           |
| All Rikkyō            | 2:1      | Tōhoku-Gakuin-Universität |
| Urawa Club            | 1:1      | All Kansai-Universität    |
| Chūō-Universität Club | 2:1      | Kyoto Shiko Club          |
| Osaka Club            | 5:1      | Ueda Club                 |
| Universität Tokio LB  | 1:6      | Yawata Steel              |

### Viertelfinale
|                        | Ergebnis |                       |
| ---------------------- | -------- | --------------------- |
| Kwangaku Club          | 1:2      | Keiō BRB              |
| Toyo Industries        | 1:0      | All Rikkyō            |
| All Kansai-Universität | 1:3      | Chūō-Universität Club |
| Osaka Club             | 1:1      | Yawata Steel          |

### Halbfinale
|                       | Ergebnis |                 |
| --------------------- | -------- | --------------- |
| Keiō BRB              | 3:0      | Toyo Industries |
| Chūō-Universität Club | 2:2      | Yawata Steel    |

### Spiel um Platz 3
|                 | Ergebnis |                       |
| --------------- | -------- | --------------------- |
| Toyo Industries | 3:1      | Chūō-Universität Club |

### Finale
|          | Ergebnis |              |
| -------- | -------- | ------------ |
| Keiō BRB | 4:2      | Yawata Steel |